# Индийско въстание (1857)
Индийското въстание от 1857, известно в Индия като Първа война за независимост, а във Великобритания като Сипайски метеж, е въоръжено въстание в Северна и Централна Индия и насочено срещу британското колониално управление на субконтинента.

## Причини
Повод за избухването му е въвеждането на новата пушка „Енфийлд“ при индийските войници – сипаите. На служба в Британската източноиндийска компания по това време били около 300 000 войници, но само към 35 000 от тях били англичани.
Патроните за новата пушка били хартиени и се импрегнирали и смазвали със смес от волска лой и свинска мазнина (при тогавашните пушки с предно пълнене хартиеният патрон е трябвало да бъде захапан и с рязко движение да се скъса дъното му – така барутът е можел да се изсипе в цевта, а след него празната хартиена тръбичка заедно с оловния куршум се набивала в цевта), което противоречи с религията на сипаите-индуси и сипаите-мюсюлмани. За индусите кравите и воловете са свещени животни, които не се ядат, а за мюсюлманите свинята е нечисто животно.

## Ход на въстанието
По време на въстанието е превзет Делхи, където е създаден политически и войскови център. Продължава от 1857 до 1858 г. и довежда до края на управлението на Британската източноиндийска компания и до преминаване към директно управление на страната от Великобритания (Британски Радж). Военните действия се водят и от двете страни с голяма бруталност. Накрая въстанието е жестоко потушено от англичаните.
- Сипаи: двама офицери и редник
- Екзекуция на пленени сипаи – худ. В. Верешчагин